# Coupe du monde de football 1994
Navigation
Italie 1990 France 1998
La Coupe du monde de football de 1994 est organisée pour la première fois aux États-Unis du 17 juin au 17 juillet 1994. En choisissant ce pays, la FIFA espérait y implanter durablement le football (appelé « soccer » sur le continent nord-américain). Dans la foulée du mondial, le championnat professionnel Major League Soccer est d'ailleurs relancé.
Plusieurs grandes nations de football sont absentes de cette Coupe du monde comme l'Angleterre, la France, l'Uruguay, et la Tchécoslovaquie (dont l'équipe a terminé les éliminatoires pour le mondial après la dissolution du pays sous la bannière de la « Représentation des Tchèques et des Slovaques ») et l’équipe championne d'Europe en titre, le Danemark, qui ne sont pas parvenus à se qualifier.
L'équipe du Brésil, emmenée par Romário, Bebeto et le capitaine Dunga, domine son groupe du premier tour, élimine les États-Unis en huitièmes de finale (1-0), les Pays-Bas en quarts (3-2), la Suède en demi-finale (1-0) et remporte son quatrième titre mondial face à l'Italie en finale le 17 juillet 1994 au Rose Bowl de Pasadena, dans un match au score vierge conclu 3-2 aux tirs au but. Les Brésiliens dédient leur victoire à Ayrton Senna qui s'est tué en course la même année.
Cette Coupe du monde est notamment marquée par le parcours de la Bulgarie, qui avait éliminé la France lors du dernier match des qualifications européennes, et qui parvient jusqu'en demi-finales où elle est stoppée par un doublé de Roberto Baggio pour l'Italie (2-1). La Bulgarie est ensuite battue par la Suède (4-0) dans la « petite finale » et termine au pied du podium. Avec six réalisations, le Bulgare Hristo Stoitchkov est le co-meilleur buteur de la compétition avec le Russe Oleg Salenko. Ce dernier réalise l'exploit, toujours inégalé dans l'histoire de la Coupe du monde, de marquer cinq buts consécutifs lors d'une rencontre (face au Cameroun lors du premier tour).
Dans le règlement du tournoi, la principale innovation concerne les points attribués lors des matchs de poule. La FIFA décide en effet de mettre de côté le barème historique (2 points pour une victoire, 1 point pour un nul, 0 pour une défaite) et d'expérimenter la victoire à 3 points, cela afin d'inciter les équipes à chercher en priorité la victoire (sachant qu'un nul ne rapporte toujours qu'un petit point) et donc de favoriser le jeu offensif. C'est la première fois que le barème de la victoire à 3 points est appliqué dans une grande compétition internationale.

## Stades
| \| Los Angeles San Francisco Détroit New York Orlando Chicago Dallas Boston Washington \| Sites de la Coupe du monde 1994 |
| Los Angeles San Francisco Détroit New York Orlando Chicago Dallas Boston Washington                                       |

- Rose Bowl, Pasadena (Los Angeles) - Capacité : 91 000 places.
- Stanford Stadium, Stanford (San Francisco) - Capacité : 80 000 places.
- Silverdome, Pontiac (Détroit)- Capacité : 80 000 places.
- Giants Stadium, East Rutherford (New York) - Capacité : 77 000 places.
- Citrus Bowl, Orlando - Capacité : 70 000 places.
- Soldier Field, Chicago - Capacité : 67 000 places.
- Cotton Bowl, Dallas - Capacité : 67 000 places.
- Foxboro Stadium, Foxborough (Boston) - Capacité : 61 000 places.
- Robert F. Kennedy Memorial Stadium, Washington - Capacité : 56 000 places.

## Équipes qualifiées
| Carte                                          | Europe (UEFA) 13 places | Amérique du Sud (CONMEBOL) 4 places                                              | Afrique (CAF) 3 places                                    |
| ---------------------------------------------- | --- | -------------------------------------------------------------------------------- | --------------------------------------------------------- |
| Équipes qualifiées pour la Coupe du monde 1994 | - Allemagne T : 13e phase finale - Belgique : 9e - Bulgarie : 6e - Espagne : 9e - Grèce : 1re - Irlande : 2e - Italie : 13e - Norvège : 2e - Pays-Bas : 6e - Roumanie : 6e - Russie : 1re - Suède : 9e - Suisse : 7e | - Argentine : 11e phase finale - Bolivie : 3e - Brésil : 15e - Colombie : 3e     | - Cameroun : 3e phase finale - Maroc : 3e - Nigeria : 1re |
| Océanie (OFC) 0 place                          | - Allemagne T : 13e phase finale - Belgique : 9e - Bulgarie : 6e - Espagne : 9e - Grèce : 1re - Irlande : 2e - Italie : 13e - Norvège : 2e - Pays-Bas : 6e - Roumanie : 6e - Russie : 1re - Suède : 9e - Suisse : 7e | Amérique du Nord, Centrale et Caraïbes (CONCACAF) 2 places dont une au pays hôte | Asie (AFC) 2 places                                       |
|                                                | - Allemagne T : 13e phase finale - Belgique : 9e - Bulgarie : 6e - Espagne : 9e - Grèce : 1re - Irlande : 2e - Italie : 13e - Norvège : 2e - Pays-Bas : 6e - Roumanie : 6e - Russie : 1re - Suède : 9e - Suisse : 7e | - États-Unis PO : 5e phase finale - Mexique : 10e                                | - Arabie saoudite : 1re phase finale - Corée du Sud : 4e  |

C'est la première participation pour l'Arabie saoudite, la Grèce et le Nigeria, et c'est aussi la première participation de la Russie bien que la FIFA la reconnaisse comme successeur de l'Union soviétique. C'est aussi la première participation depuis 1938 de l'Allemagne réunifiée et c'est la première fois depuis 1950 qu'aucune équipe britannique n'est présente. Grâce au bon parcours du Cameroun en 1990, l'Afrique a obtenu une troisième place qualificative en plus des deux qui lui étaient déjà attribuées.

## Tirage au sort
C'est la dernière Coupe du monde à accueillir 24 équipes en phase finale. Les équipes ont été réparties dans des chapeaux en fonction de leur classement et de leur zone géographique. En effet, aucun groupe ne doit contenir plus d'une équipe provenant d'une même zone géographique hormis l'Europe : seul un groupe peut contenir trois équipes européennes les autres ne devant en contenir que deux.
Le tirage au sort a été effectué le 19 décembre 1993 à Las Vegas, aux États-Unis.
| - États-Unis (organisateur) - Allemagne (tenant du titre) - Argentine | - Belgique - Brésil - Italie |

| - Cameroun - Maroc - Nigeria | - Mexique - Bolivie - Colombie |

| - Bulgarie - Espagne - République d'Irlande | - Pays-Bas - Roumanie - Russie |

| - Arabie saoudite - Corée du Sud - Grèce | - Norvège - Suède - Suisse |

### Composition des six groupes
| Groupe A États-Unis Suisse Colombie Roumanie | Groupe B Brésil Russie Cameroun Suède | Groupe C Allemagne Bolivie Espagne Corée du Sud | Groupe D Argentine Grèce Nigeria Bulgarie | Groupe E Italie République d'Irlande Norvège Mexique | Groupe F Belgique Maroc Pays-Bas Arabie saoudite |

Dans chaque groupe les équipes disputent trois matches, un contre chaque autre équipe. Les deux premiers du classement de chaque poule ainsi que les quatre meilleures troisièmes sont qualifiés pour les huitièmes de finale à élimination directe. Ce format est appliqué pour la troisième et dernière fois dans l'histoire de la Coupe du monde, après 1986 et 1990, puisque 32 équipes participeront à partir de 1998.
L'innovation de ce mondial concerne le barème : une victoire rapporte désormais 3 points au lieu des 2 points traditionnels.

## Effectif des équipes
Voir l'article : Effectif des équipes à la Coupe du monde de football 1994

## Premier tour

### Groupe A
Le groupe A sera marqué par deux moments historiques pour le football international. Le premier est le match entre les États-Unis et la Suisse, disputé en intérieur sous le toit du Silverdome à Détroit. Le second est l'assassinat du défenseur colombien, Andrés Escobar, tué par balle lors de son retour en Colombie, très probablement à cause de son but marqué contre son camp contre les États-Unis. La Colombie avait la faveur des pronostics dans ce groupe au début du tournoi, mais encaisse deux défaites, contre la Roumanie (3-1), puis face au pays hôte à Pasadena (2-1). Malgré une belle victoire contre la Suisse lors de la dernière journée, la Colombie termine dernière du groupe, éliminée. Les victoires contre la Colombie et les États-Unis devant 93 869 spectateurs suffisent à la Roumanie pour s'emparer de la première place du groupe, en dépit d'une lourde défaite 4-1 face à la Suisse. Une différence de buts favorable permet aux Suisses de finir deuxièmes au détriment des Américains. Ces derniers sont toutefois repêchés parmi les meilleurs troisièmes et accèdent également aux huitièmes de finale.
| Classement final |            |     |   |   |   |   |    |    |      |
|                  | Équipe     | Pts | J | G | N | P | BP | BC | Diff |
| 1                | Roumanie   | 6   | 3 | 2 | 0 | 1 | 5  | 5  | 0    |
| 2                | Suisse     | 4   | 3 | 1 | 1 | 1 | 5  | 4  | +1   |
| 3                | États-Unis | 4   | 3 | 1 | 1 | 1 | 3  | 3  | 0    |
| 4                | Colombie   | 3   | 3 | 1 | 0 | 2 | 4  | 5  | -1   |

| 18 juin | États-Unis | 1 | 1 | Suisse     |
| 18 juin | Roumanie   | 3 | 1 | Colombie   |
| 22 juin | Suisse     | 4 | 1 | Roumanie   |
| 22 juin | Colombie   | 1 | 2 | États-Unis |
| 26 juin | Colombie   | 2 | 0 | Suisse     |
| 26 juin | Roumanie   | 1 | 0 | États-Unis |

1re journée
| 18 juin 1994                      | États-Unis  | 1 - 1   | Suisse    | Silverdome, Pontiac                                                |                                                                    |
| 11:35 · Historique des rencontres | Wynalda 45e | (1 - 1) | 39e Bregy | Spectateurs : 73 425 Arbitrage : {ARG-d}} Francisco Oscar Lamolina | Spectateurs : 73 425 Arbitrage : {ARG-d}} Francisco Oscar Lamolina |
| 11:35 · Historique des rencontres | Rapport     |         |           | Spectateurs : 73 425 Arbitrage : {ARG-d}} Francisco Oscar Lamolina | Spectateurs : 73 425 Arbitrage : {ARG-d}} Francisco Oscar Lamolina |

| 18 juin 1994                      | Colombie     | 1 - 3   | Roumanie                     | Rose Bowl, Pasadena                              |                                                  |
| 16:35 · Historique des rencontres | Valencia 43e | (1 - 2) | 16e 89e Răducioiu · 34e Hagi | Spectateurs : 93 586 Arbitrage : Jamal Al Sharif | Spectateurs : 93 586 Arbitrage : Jamal Al Sharif |
| 16:35 · Historique des rencontres | Rapport      |         |                              | Spectateurs : 93 586 Arbitrage : Jamal Al Sharif | Spectateurs : 93 586 Arbitrage : Jamal Al Sharif |

2e journée
| 22 juin 1994                      | Roumanie | 1 - 4   | Suisse                                    | Silverdome, Pontiac                          |                                              |
| 16:05 · Historique des rencontres | Hagi 36e | (1 - 1) | 16e Sutter · 53e Chapuisat · 66e 72e Knup | Spectateurs : 61 428 Arbitrage : Neji Jouini | Spectateurs : 61 428 Arbitrage : Neji Jouini |
| 16:05 · Historique des rencontres | Rapport  |         |                                           | Spectateurs : 61 428 Arbitrage : Neji Jouini | Spectateurs : 61 428 Arbitrage : Neji Jouini |

| 22 juin 1994                      | États-Unis                      | 2 - 1   | Colombie     | Rose Bowl, Pasadena                           |                                               |
| 16:35 · Historique des rencontres | Escobar 34e (csc) · Stewart 52e | (1 - 0) | 89e Valencia | Spectateurs : 93 689 Arbitrage : Fabio Baldas | Spectateurs : 93 689 Arbitrage : Fabio Baldas |
| 16:35 · Historique des rencontres | Rapport                         |         |              | Spectateurs : 93 689 Arbitrage : Fabio Baldas | Spectateurs : 93 689 Arbitrage : Fabio Baldas |

3e journée
| 26 juin 1994                      | Suisse  | 0 - 2   | Colombie                 | Stanford Stadium, Palo Alto                      |                                                  |
| 13:05 · Historique des rencontres |         | (0 - 1) | 44e Gaviria · 89e Lozano | Spectateurs : 83 401 Arbitrage : Peter Mikkelsen | Spectateurs : 83 401 Arbitrage : Peter Mikkelsen |
| 13:05 · Historique des rencontres | Rapport |         |                          | Spectateurs : 83 401 Arbitrage : Peter Mikkelsen | Spectateurs : 83 401 Arbitrage : Peter Mikkelsen |

| 26 juin 1994                      | États-Unis | 0 - 1   | Roumanie     | Rose Bowl, Pasadena                                 |                                                     |
| 13:05 · Historique des rencontres |            | (0 - 1) | 17e Petrescu | Spectateurs : 93 869 Arbitrage : Mario van der Ende | Spectateurs : 93 869 Arbitrage : Mario van der Ende |
| 13:05 · Historique des rencontres | Rapport    |         |              | Spectateurs : 93 869 Arbitrage : Mario van der Ende | Spectateurs : 93 869 Arbitrage : Mario van der Ende |

### Groupe B
Le groupe B est l'une des deux poules où seulement deux équipes obtiennent finalement leur qualification pour le tour suivant. Le Brésil et la Suède, deux des quatre futurs demi-finalistes de ce mondial, démontrent leurs supériorité face aux deux autres adversaires dans chaque compartiment de jeu. Les Auriverdes disposent ainsi aisément des Russes (2-0) puis des Camerounais (3-0) avant de faire match nul (1-1) contre les Suédois pour assurer la première place. Avec cinq points, la Suède, également invaincue, s'empare de la deuxième place. Le match Russie-Cameroun voit établir deux nouveaux records. Le Russe Oleg Salenko devint le premier — et actuellement le seul — à inscrire cinq buts au cours d'un match de Coupe du monde, pour une écrasante victoire 6-1 face aux Camerounais. Salenko finira avec Hristo Stoitchkov co-meilleur buteur du mondial (six buts chacun). En marquant face aux Russes, Roger Milla devint, à 42 ans, le plus vieux buteur en phase finale de Coupe du monde. Cette large victoire ne permet cependant pas à la Russie de compenser ses deux défaites face au Brésil (2-0) et à la Suède (3-1) et de figurer dans les troisièmes de groupe repêchés. 
| Classement final |          |     |   |   |   |   |    |    |      |
|                  | Équipe   | Pts | J | G | N | P | BP | BC | Diff |
| 1                | Brésil   | 7   | 3 | 2 | 1 | 0 | 6  | 1  | +5   |
| 2                | Suède    | 5   | 3 | 1 | 2 | 0 | 6  | 4  | +2   |
| 3                | Russie   | 3   | 3 | 1 | 0 | 2 | 7  | 6  | +1   |
| 4                | Cameroun | 1   | 3 | 0 | 1 | 2 | 3  | 11 | -8   |

| 19 juin | Cameroun | 2 | 2 | Suède    |
| 20 juin | Brésil   | 2 | 0 | Russie   |
| 24 juin | Brésil   | 3 | 0 | Cameroun |
| 24 juin | Suède    | 3 | 1 | Russie   |
| 28 juin | Russie   | 6 | 1 | Cameroun |
| 28 juin | Brésil   | 1 | 1 | Suède    |

1re journée
| 19 juin 1994 | Cameroun                  | 2 - 2   | Suède                 | Rose Bowl, Pasadena                                     |                                                         |
| 16:35        | Embé 31e · Omam-Biyik 47e | (1 - 1) | 8e Ljung · 75e Dahlin | Spectateurs : 93 194 Arbitrage : Alberto Tejada Noriega | Spectateurs : 93 194 Arbitrage : Alberto Tejada Noriega |
| 16:35        | Rapport                   |         |                       | Spectateurs : 93 194 Arbitrage : Alberto Tejada Noriega | Spectateurs : 93 194 Arbitrage : Alberto Tejada Noriega |

| 20 juin 1994                      | Brésil                       | 2 - 0   | Russie | Stanford Stadium, Palo Alto                    |                                                |
| 13:05 · Historique des rencontres | Romário 26e · Raí 52e (pen.) | (1 - 0) |        | Spectateurs : 81 061 Arbitrage : Lim Kee Chong | Spectateurs : 81 061 Arbitrage : Lim Kee Chong |
| 13:05 · Historique des rencontres | Rapport                      |         |        | Spectateurs : 81 061 Arbitrage : Lim Kee Chong | Spectateurs : 81 061 Arbitrage : Lim Kee Chong |

2e journée
| 24 juin 1994                      | Brésil                                       | 3 - 0   | Cameroun | Stanford Stadium, Palo Alto                           |                                                       |
| 13:05 · Historique des rencontres | Romário 39e · Márcio Santos 66e · Bebeto 73e | (1 - 0) |          | Spectateurs : 83 401 Arbitrage : Arturo Brizio Carter | Spectateurs : 83 401 Arbitrage : Arturo Brizio Carter |
| 13:05 · Historique des rencontres | Rapport                                      |         |          | Spectateurs : 83 401 Arbitrage : Arturo Brizio Carter | Spectateurs : 83 401 Arbitrage : Arturo Brizio Carter |

| 24 juin 1994                      | Suède                              | 3 - 1   | Russie            | Silverdome, Pontiac                           |                                               |
| 19:35 · Historique des rencontres | Brolin 37e (pen.) · Dahlin 59e 81e | (1 - 1) | 4e (pen.) Salenko | Spectateurs : 71 528 Arbitrage : Joël Quiniou | Spectateurs : 71 528 Arbitrage : Joël Quiniou |
| 19:35 · Historique des rencontres | Rapport                            |         |                   | Spectateurs : 71 528 Arbitrage : Joël Quiniou | Spectateurs : 71 528 Arbitrage : Joël Quiniou |

3e journée
| 28 juin 1994                      | Russie                                             | 6 - 1   | Cameroun  | Stanford Stadium, Palo Alto                      |                                                  |
| 13:05 · Historique des rencontres | Salenko 15e 41e 44e (pen.) 72e 75e · Radchenko 81e | (3 - 1) | 46e Milla | Spectateurs : 74 914 Arbitrage : Jamal Al Sharif | Spectateurs : 74 914 Arbitrage : Jamal Al Sharif |
| 13:05 · Historique des rencontres | Rapport                                            |         |           | Spectateurs : 74 914 Arbitrage : Jamal Al Sharif | Spectateurs : 74 914 Arbitrage : Jamal Al Sharif |

| 28 juin 1994                      | Brésil      | 1 - 1   | Suède         | Silverdome, Pontiac                          |                                              |
| 16:05 · Historique des rencontres | Romário 46e | (0 - 1) | 23e Andersson | Spectateurs : 77 217 Arbitrage : Sándor Puhl | Spectateurs : 77 217 Arbitrage : Sándor Puhl |
| 16:05 · Historique des rencontres | Rapport     |         |               | Spectateurs : 77 217 Arbitrage : Sándor Puhl | Spectateurs : 77 217 Arbitrage : Sándor Puhl |

### Groupe C

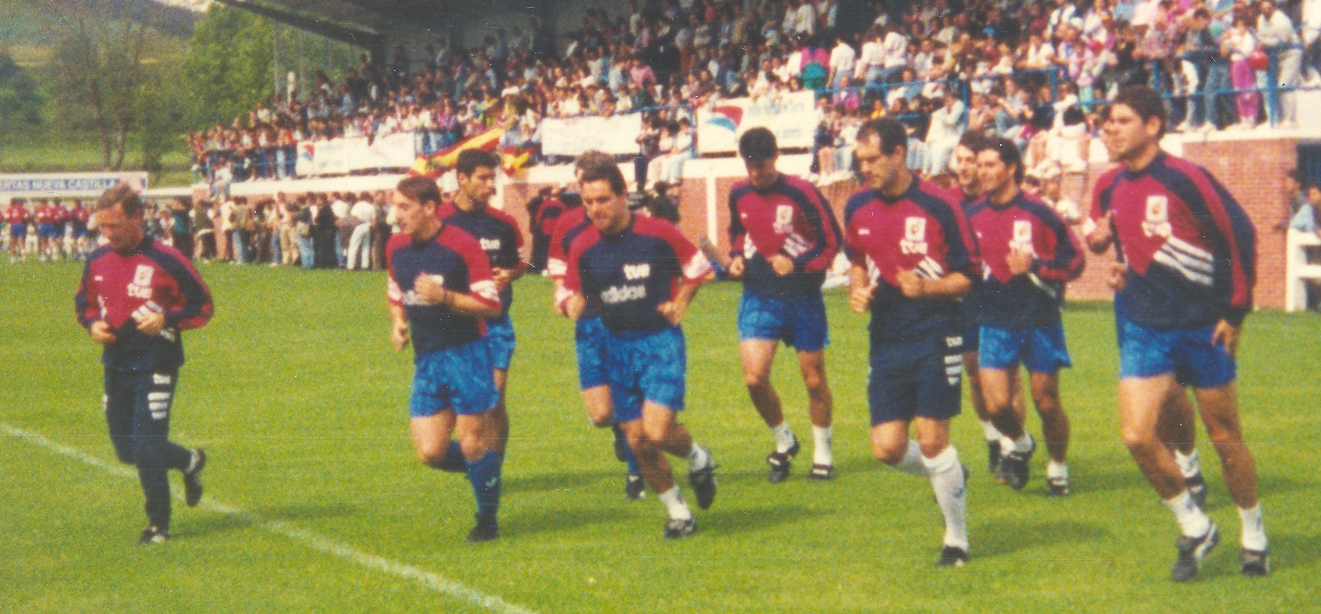
Équipe d'Espagne en 1994

L'Allemagne, tenant du titre, remporte le match d'ouverture de la compétition contre la Bolivie (1-0). Les deux équipes européennes, l'Allemagne et l'Espagne, franchissent logiquement le premier tour en terminant celui-ci invaincues respectivement à la première et à la deuxième place, mais sans toutefois surclasser leurs adversaires au tableau d'affichage. La Corée du Sud fait preuve de caractère en remontant deux buts de retard en quatre minutes face à l'Espagne pour arracher le match nul 2-2 puis en s'inclinant de peu (3-2) contre l'Allemagne après avoir été menée 3-0 à la mi-temps. Cependant, pour ne pas avoir réussi à gagner contre la Bolivie lors de la deuxième journée, la Corée du Sud termine avec deux points et figure parmi les deux troisièmes de groupe éliminés. La Bolivie ferme la marche avec un petit point et, en trois participations en phase finale, n'a toujours pas remporté une seule rencontre.
| Classement final |              |     |   |   |   |   |    |    |      |
|                  | Équipe       | Pts | J | G | N | P | BP | BC | Diff |
| 1                | Allemagne    | 7   | 3 | 2 | 1 | 0 | 5  | 3  | +2   |
| 2                | Espagne      | 5   | 3 | 1 | 2 | 0 | 6  | 4  | +2   |
| 3                | Corée du Sud | 2   | 3 | 0 | 2 | 1 | 4  | 5  | -1   |
| 4                | Bolivie      | 1   | 3 | 0 | 1 | 2 | 1  | 4  | -3   |

| 17 juin | Allemagne    | 1 | 0 | Bolivie      |
| 17 juin | Espagne      | 2 | 2 | Corée du Sud |
| 21 juin | Allemagne    | 1 | 1 | Espagne      |
| 23 juin | Corée du Sud | 0 | 0 | Bolivie      |
| 27 juin | Espagne      | 3 | 1 | Bolivie      |
| 27 juin | Allemagne    | 3 | 2 | Corée du Sud |

1re journée
| Match d'ouverture                                | Allemagne     | 1 - 0   | Bolivie | Soldier Field, Chicago                                |                                                       |
| 17 juin 1994 · 14:05 · Historique des rencontres | Klinsmann 61e | (0 - 0) |         | Spectateurs : 63 117 Arbitrage : Arturo Brizio Carter | Spectateurs : 63 117 Arbitrage : Arturo Brizio Carter |
| 17 juin 1994 · 14:05 · Historique des rencontres | Rapport       |         |         | Spectateurs : 63 117 Arbitrage : Arturo Brizio Carter | Spectateurs : 63 117 Arbitrage : Arturo Brizio Carter |

| 17 juin 1994                      | Espagne                      | 2 - 2   | Corée du Sud                         | Cotton Bowl, Dallas                              |                                                  |
| 18:35 · Historique des rencontres | Salinas 51e · Goikoetxea 55e | (0 - 0) | 85e Hong Myung-bo · 90e Seo Jung-won | Spectateurs : 56 247 Arbitrage : Peter Mikkelsen | Spectateurs : 56 247 Arbitrage : Peter Mikkelsen |
| 18:35 · Historique des rencontres | Rapport                      |         |                                      | Spectateurs : 56 247 Arbitrage : Peter Mikkelsen | Spectateurs : 56 247 Arbitrage : Peter Mikkelsen |

2e journée
| 21 juin 1994                      | Allemagne     | 1 - 1   | Espagne        | Soldier Field, Chicago                                  |                                                         |
| 15:05 · Historique des rencontres | Klinsmann 48e | (0 - 1) | 14e Goikoetxea | Spectateurs : 63 113 Arbitrage : Ernesto Filippi Cavani | Spectateurs : 63 113 Arbitrage : Ernesto Filippi Cavani |
| 15:05 · Historique des rencontres | Rapport       |         |                | Spectateurs : 63 113 Arbitrage : Ernesto Filippi Cavani | Spectateurs : 63 113 Arbitrage : Ernesto Filippi Cavani |

| 23 juin 1994                      | Corée du Sud | 0 - 0   | Bolivie | Foxboro Stadium, Foxborough                     |                                                 |
| 19:35 · Historique des rencontres |              | (0 - 0) |         | Spectateurs : 54 453 Arbitrage : Leslie Mottram | Spectateurs : 54 453 Arbitrage : Leslie Mottram |
| 19:35 · Historique des rencontres | Rapport      |         |         | Spectateurs : 54 453 Arbitrage : Leslie Mottram | Spectateurs : 54 453 Arbitrage : Leslie Mottram |

3e journée
| 27 juin 1994                      | Bolivie     | 1 - 3   | Espagne                                 | Soldier Field, Chicago                           |                                                  |
| 15:05 · Historique des rencontres | Sánchez 67e | (0 - 1) | 19e (pen.) Guardiola · 66e 70e Caminero | Spectateurs : 63 089 Arbitrage : Rodrigo Badilla | Spectateurs : 63 089 Arbitrage : Rodrigo Badilla |
| 15:05 · Historique des rencontres | Rapport     |         |                                         | Spectateurs : 63 089 Arbitrage : Rodrigo Badilla | Spectateurs : 63 089 Arbitrage : Rodrigo Badilla |

| 27 juin 1994                      | Allemagne                      | 3 - 2   | Corée du Sud                           | Cotton Bowl, Dallas                           |                                               |
| 15:05 · Historique des rencontres | Klinsmann 12e 37e · Riedle 20e | (3 - 0) | 52e Hwang Sun-hong · 63e Hong Myung-bo | Spectateurs : 63 998 Arbitrage : Joël Quiniou | Spectateurs : 63 998 Arbitrage : Joël Quiniou |
| 15:05 · Historique des rencontres | Rapport                        |         |                                        | Spectateurs : 63 998 Arbitrage : Joël Quiniou | Spectateurs : 63 998 Arbitrage : Joël Quiniou |

### Groupe D
L'Argentine, tête de série du groupe, fait le plein de points lors des deux premières journées, battant la Grèce 4-0 au Foxboro Stadium, puis disposant difficilement 2-1 des coriaces Nigérians quatre jours plus tard dans le même stade. Le match contre la Grèce est remporté de belle manière grâce à un coup du chapeau de Gabriel Batistuta et un autre but de Diego Maradona. Cependant, la célébration un peu trop zélée par Diego Maradona de son but suscite le doute quant à une possible prise de drogue. Contrôlé positif au test antidopage, Diego Maradona est exclu du tournoi après la rencontre contre le Nigeria. Privée de son joueur vedette, l'Argentine perd le troisième match contre la Bulgarie. Le Nigeria dégage une excellente impression et, malgré une courte défaite face aux Argentins, termine premier du groupe à la différence de buts grâce à de confortables victoires contre la Bulgarie et la Grèce. La Bulgarie est elle aussi une révélation. N'ayant jamais gagné le moindre match en phase finale de Coupe du monde, elle débute mal le tournoi avec une sèche défaite face au Nigeria, 3-0. Mais elle enchaîne enfin par deux belles victoires, les premières à ce niveau, faisant exploser la Grèce 4-0 (qui s'était inclinée cinq jours plus tôt sur le même score), et battant l'Argentine lors de la dernière journée. L'Argentine et la Bulgarie se retrouvant à égalité parfaite au classement (points, différence de but, buts pour et contre), c'est le résultat de leur confrontation directe qui décide du départage : la Bulgarie prend ainsi la deuxième place du groupe, tandis que l'Argentine se classe troisième tout en étant assurée de figurer parmi les meilleurs troisièmes grâce à ses six points. L'Argentine était d'ailleurs virtuellement première du groupe en fin de match de la dernière journée, jusqu'au second but bulgare de Nasko Sirakov à la 90+1e minute. La Grèce, plus mauvaise équipe du tournoi, sera la seule à perdre ses trois matchs, à ne pas marquer un seul but, et, autre fait assez étrange, à utiliser ses trois gardiens de but en changeant de portier à chaque match.
| Classement final |           |     |   |   |   |   |    |    |      |
|                  | Équipe    | Pts | J | G | N | P | BP | BC | Diff |
| 1                | Nigeria   | 6   | 3 | 2 | 0 | 1 | 6  | 2  | +4   |
| 2                | Bulgarie  | 6   | 3 | 2 | 0 | 1 | 6  | 3  | +3   |
| 3                | Argentine | 6   | 3 | 2 | 0 | 1 | 6  | 3  | +3   |
| 4                | Grèce     | 0   | 3 | 0 | 0 | 3 | 0  | 10 | -10  |

| 21 juin | Argentine | 4 | 0 | Grèce     |
| 21 juin | Nigeria   | 3 | 0 | Bulgarie  |
| 25 juin | Argentine | 2 | 1 | Nigeria   |
| 26 juin | Bulgarie  | 4 | 0 | Grèce     |
| 30 juin | Bulgarie  | 2 | 0 | Argentine |
| 30 juin | Nigeria   | 2 | 0 | Grèce     |

Note : la Bulgarie et l'Argentine sont à égalité parfaite (points, différence de buts, buts pour et buts contre). La Bulgarie se classe deuxième devant l'Argentine (troisième), grâce au résultat de la confrontation directe entre les deux équipes (victoire bulgare).

1re journée
| 21 juin 1994 | Argentine                                  | 4 - 0   | Grèce | Foxboro Stadium, Foxborough                     |                                                 |
| 12:35        | Batistuta 2e 45e 89e (pen.) · Maradona 60e | (2 - 0) |       | Spectateurs : 54 456 Arbitrage : Arturo Angeles | Spectateurs : 54 456 Arbitrage : Arturo Angeles |
| 12:35        | Rapport                                    |         |       | Spectateurs : 54 456 Arbitrage : Arturo Angeles | Spectateurs : 54 456 Arbitrage : Arturo Angeles |

| 21 juin 1994                      | Nigeria                                 | 3 - 0   | Bulgarie | Cotton Bowl, Dallas                              |                                                  |
| 18:35 · Historique des rencontres | Yekini 21e · Amokachi 43e · Amunike 55e | (2 - 0) |          | Spectateurs : 44 132 Arbitrage : Rodrigo Badilla | Spectateurs : 44 132 Arbitrage : Rodrigo Badilla |
| 18:35 · Historique des rencontres | Rapport                                 |         |          | Spectateurs : 44 132 Arbitrage : Rodrigo Badilla | Spectateurs : 44 132 Arbitrage : Rodrigo Badilla |

2e journée
| 25 juin 1994                      | Argentine        | 2 - 1   | Nigeria   | Foxboro Stadium, Foxborough                  |                                              |
| 16:05 · Historique des rencontres | Caniggia 21e 28e | (2 - 1) | 8e Siasia | Spectateurs : 54 453 Arbitrage : Bo Karlsson | Spectateurs : 54 453 Arbitrage : Bo Karlsson |
| 16:05 · Historique des rencontres | Rapport          |         |           | Spectateurs : 54 453 Arbitrage : Bo Karlsson | Spectateurs : 54 453 Arbitrage : Bo Karlsson |

| 26 juin 1994                      | Bulgarie                                                       | 4 - 0   | Grèce | Soldier Field, Chicago                       |                                              |
| 11:35 · Historique des rencontres | Stoitchkov 5e (pen.) 55e (pen.) · Letchkov 65e · Borimirov 90e | (1 - 0) |       | Spectateurs : 63 160 Arbitrage : Ali Bujsaim | Spectateurs : 63 160 Arbitrage : Ali Bujsaim |
| 11:35 · Historique des rencontres | Rapport                                                        |         |       | Spectateurs : 63 160 Arbitrage : Ali Bujsaim | Spectateurs : 63 160 Arbitrage : Ali Bujsaim |

3e journée
| 30 juin 1994                      | Argentine | 0 - 2   | Bulgarie                     | Cotton Bowl, Dallas                          |                                              |
| 18:35 · Historique des rencontres |           | (0 - 0) | 61e Stoitchkov · 90e Sirakov | Spectateurs : 63 998 Arbitrage : Neji Jouini | Spectateurs : 63 998 Arbitrage : Neji Jouini |
| 18:35 · Historique des rencontres | Rapport   |         |                              | Spectateurs : 63 998 Arbitrage : Neji Jouini | Spectateurs : 63 998 Arbitrage : Neji Jouini |

| 30 juin 1994                      | Grèce   | 0 - 2   | Nigeria                   | Foxboro Stadium, Foxborough                     |                                                 |
| 19:35 · Historique des rencontres |         | (0 - 1) | 45e Finidi · 90e Amokachi | Spectateurs : 53 001 Arbitrage : Leslie Mottram | Spectateurs : 53 001 Arbitrage : Leslie Mottram |
| 19:35 · Historique des rencontres | Rapport |         |                           | Spectateurs : 53 001 Arbitrage : Leslie Mottram | Spectateurs : 53 001 Arbitrage : Leslie Mottram |

### Groupe E
Le groupe E reste à l'heure actuelle le seul groupe dans l'histoire de la Coupe du monde où les quatre équipes terminèrent avec le même nombre de points. Cela débuta par un but de Ray Houghton, permettant à l'Irlande de s'imposer 1-0, et par la même occasion, de prendre sa revanche sur l'Italie, qui l'avait battu sur un score identique en quarts de finale, quatre ans auparavant. Le lendemain, à Washington, un but de Rekdal à cinq minutes du coup de sifflet final permit à la Norvège de s'imposer face au Mexique, au terme d'un match extrêmement intense. Cependant, le Mexique joua son match suivant contre l'Irlande dans de meilleures conditions, à Orlando, prouvant que la chaleur était un facteur clé. Un doublé de Garcia permit aux Mexicains de mener et contrôler le match, avant un gros coup de colère de Jack Charlton, le sélectionneur irlandais, et de son attaquant John Aldridge, énervés par un officiel qui retardait la rentrée d'Aldridge. Heureusement, ce dernier parvint à se reconcentrer et réduisit l'écart en marquant à six minutes de la fin. Malgré une défaite 2-1, le but de Aldridge fut crucial pour le classement final. La veille, à New York, les espoirs italiens fondaient à vue d'œil après l'expulsion du gardien de la Squadra Azzurra Gianluca Pagliuca, alors que le score était de 0-0. En dépit de cela, l'Italie parvint à arracher une victoire 1-0. La Norvège paya au prix fort le fait de ne pas avoir réussi à prendre l'avantage malgré l'expulsion de Pagliuca. Avec les quatre équipes à égalité de points, les deux derniers matchs de groupe pouvaient ne rien changer au classement, surtout s'ils se concluaient par des résultats nuls. L'Irlande le fit après un terne 0-0 face à la Norvège, pendant que l'Italie était tenue en échec 1-1 par le Mexique, le milieu Bernal répondant au buteur Massaro. Ces résultats signifièrent que le Mexique termina premier grâce au plus grand nombre de buts inscrits, alors que l'Irlande et l'Italie purent passer au second tour. Les Irlandais devancèrent les Italiens grâce à leur victoire obtenue lors de leur confrontation directe. La faiblesse offensive de la Norvège la condamna à l'élimination.
| Classement final |                      |     |   |   |   |   |    |    |      |
|                  | Équipe               | Pts | J | G | N | P | BP | BC | Diff |
| 1                | Mexique              | 4   | 3 | 1 | 1 | 1 | 3  | 3  | 0    |
| 2                | République d'Irlande | 4   | 3 | 1 | 1 | 1 | 2  | 2  | 0    |
| 3                | Italie               | 4   | 3 | 1 | 1 | 1 | 2  | 2  | 0    |
| 4                | Norvège              | 4   | 3 | 1 | 1 | 1 | 1  | 1  | 0    |

| 18 juin | République d'Irlande | 1 | 0 | Italie               |
| 19 juin | Norvège              | 1 | 0 | Mexique              |
| 23 juin | Italie               | 1 | 0 | Norvège              |
| 24 juin | Mexique              | 2 | 1 | République d'Irlande |
| 28 juin | Italie               | 1 | 1 | Mexique              |
| 28 juin | République d'Irlande | 0 | 0 | Norvège              |

Note : les quatre équipes sont à égalité de points et de différence de buts. Le Mexique se classe premier grâce au nombre de buts marqués (3). L'Irlande et l'Italie ayant toutes deux marqué le même nombre de buts (2), sont à égalité parfaite. L'Irlande se classe deuxième devant l'Italie (troisième), grâce au résultat de la confrontation directe entre les deux équipes (victoire irlandaise). La Norvège, avec un seul but marqué, se classe quatrième et est éliminée.

1re journée
| 18 juin 1994 | Italie  | 0 - 1   | République d'Irlande | Giants Stadium, East Rutherford                     |                                                     |
| 16:05        |         | (0 - 1) | 11e Houghton         | Spectateurs : 75 338 Arbitrage : Mario van der Ende | Spectateurs : 75 338 Arbitrage : Mario van der Ende |
| 16:05        | Rapport |         |                      | Spectateurs : 75 338 Arbitrage : Mario van der Ende | Spectateurs : 75 338 Arbitrage : Mario van der Ende |

| 19 juin 1994 | Norvège    | 1 - 0   | Mexique | RFK Stadium, Washington                      |                                              |
| 16:05        | Rekdal 84e | (0 - 0) |         | Spectateurs : 52 395 Arbitrage : Sándor Puhl | Spectateurs : 52 395 Arbitrage : Sándor Puhl |
| 16:05        | Rapport    |         |         | Spectateurs : 52 395 Arbitrage : Sándor Puhl | Spectateurs : 52 395 Arbitrage : Sándor Puhl |

2e journée
| 23 juin 1994                      | Italie        | 1 - 0   | Norvège | Giants Stadium, East Rutherford               |                                               |
| 16:05 · Historique des rencontres | D. Baggio 69e | (0 - 0) |         | Spectateurs : 74 624 Arbitrage : Hellmut Krug | Spectateurs : 74 624 Arbitrage : Hellmut Krug |
| 16:05 · Historique des rencontres | Rapport       |         |         | Spectateurs : 74 624 Arbitrage : Hellmut Krug | Spectateurs : 74 624 Arbitrage : Hellmut Krug |

| 24 juin 1994 | Mexique        | 2 - 1   | République d'Irlande | Citrus Bowl, Orlando                                |                                                     |
| 12:35        | García 42e 65e | (1 - 0) | 84e Aldridge         | Spectateurs : 60 790 Arbitrage : Kurt Röthlisberger | Spectateurs : 60 790 Arbitrage : Kurt Röthlisberger |
| 12:35        | Rapport        |         |                      | Spectateurs : 60 790 Arbitrage : Kurt Röthlisberger | Spectateurs : 60 790 Arbitrage : Kurt Röthlisberger |

3e journée
| 28 juin 1994                      | Italie      | 1 - 1   | Mexique    | RFK Stadium, Washington                                   |                                                           |
| 12:35 · Historique des rencontres | Massaro 48e | (0 - 0) | 57e Bernal | Spectateurs : 52 535 Arbitrage : Francisco Oscar Lamolina | Spectateurs : 52 535 Arbitrage : Francisco Oscar Lamolina |
| 12:35 · Historique des rencontres | Rapport     |         |            | Spectateurs : 52 535 Arbitrage : Francisco Oscar Lamolina | Spectateurs : 52 535 Arbitrage : Francisco Oscar Lamolina |

| 28 juin 1994 | République d'Irlande | 0 - 0   | Norvège | Giants Stadium, East Rutherford                     |                                                     |
| 12:35        |                      | (0 - 0) |         | Spectateurs : 72 404 Arbitrage : José Torres Cadena | Spectateurs : 72 404 Arbitrage : José Torres Cadena |
| 12:35        | Rapport              |         |         | Spectateurs : 72 404 Arbitrage : José Torres Cadena | Spectateurs : 72 404 Arbitrage : José Torres Cadena |

### Groupe F
Le Maroc perdit ses trois matchs par un but d'écart. La Belgique emprunta le même chemin que l'Argentine, à savoir finir au troisième rang après avoir remporté ses deux premiers matchs et se qualifier parmi les meilleurs troisièmes. Après ses victoires 1-0 face au Maroc et aux Pays-Bas, la Belgique fut battue sur le même score par l'Arabie saoudite, avec notamment l'un des plus beaux buts de l'histoire de la Coupe du monde : Saeed Al-Owairan partant de sa moitié de terrain, slalomant parmi un labyrinthe de joueurs belges pour marquer l'unique but du match. Belges et Saoudiens se qualifièrent. Pour les Pays-Bas, la qualification fut plus tendue et nerveuse. Leur victoire 2-1 lors du premier match face à l'Arabie saoudite fut suivie d'une défaite contre les Diables Rouges avant une autre victoire 2-1 aux dépens du Maroc, leur permettant de finir en tête du groupe. L'ailier Bryan Roy inscrivant le but vainqueur à quinze minutes du terme de la rencontre.
| Classement final |                 |     |   |   |   |   |    |    |      |
|                  | Équipe          | Pts | J | G | N | P | BP | BC | Diff |
| 1                | Pays-Bas        | 6   | 3 | 2 | 0 | 1 | 4  | 3  | +1   |
| 2                | Arabie saoudite | 6   | 3 | 2 | 0 | 1 | 4  | 3  | +1   |
| 3                | Belgique        | 6   | 3 | 2 | 0 | 1 | 2  | 1  | +1   |
| 4                | Maroc           | 0   | 3 | 0 | 0 | 3 | 2  | 5  | -3   |

| 19 juin | Belgique        | 1 | 0 | Maroc           |
| 20 juin | Pays-Bas        | 2 | 1 | Arabie saoudite |
| 25 juin | Arabie saoudite | 2 | 1 | Maroc           |
| 25 juin | Belgique        | 1 | 0 | Pays-Bas        |
| 29 juin | Arabie saoudite | 1 | 0 | Belgique        |
| 29 juin | Pays-Bas        | 2 | 1 | Maroc           |

Note : les Pays-Bas, l'Arabie saoudite et la Belgique sont à égalité de points et de différence de buts. Les Pays-Bas et l'Arabie saoudite ayant marqué 4 buts chacun devancent la Belgique (2 buts pour) et sont en tête à égalité parfaite. Les Pays-Bas se classent premiers devant l'Arabie saoudite (deuxième), grâce au résultat de la confrontation directe entre les deux équipes (victoire néerlandaise). La Belgique se classe troisième.

1re journée
| 19 juin 1994                      | Belgique    | 1 - 0   | Maroc | Citrus Bowl, Orlando                                |                                                     |
| 12:35 · Historique des rencontres | Degryse 11e | (1 - 0) |       | Spectateurs : 61 219 Arbitrage : José Torres Cadena | Spectateurs : 61 219 Arbitrage : José Torres Cadena |
| 12:35 · Historique des rencontres | Rapport     |         |       | Spectateurs : 61 219 Arbitrage : José Torres Cadena | Spectateurs : 61 219 Arbitrage : José Torres Cadena |

| 20 juin 1994                      | Pays-Bas               | 2 - 1   | Arabie saoudite | RFK Stadium, Washington                           |                                                   |
| 19:35 · Historique des rencontres | Jonk 50e · Taument 86e | (0 - 1) | 18e Amin        | Spectateurs : 50 535 Arbitrage : Manuel Diaz Vega | Spectateurs : 50 535 Arbitrage : Manuel Diaz Vega |
| 19:35 · Historique des rencontres | Rapport                |         |                 | Spectateurs : 50 535 Arbitrage : Manuel Diaz Vega | Spectateurs : 50 535 Arbitrage : Manuel Diaz Vega |

2e journée
| 25 juin 1994                      | Arabie saoudite               | 2 - 1   | Maroc       | Giants Stadium, East Rutherford             |                                             |
| 12:35 · Historique des rencontres | Al-Jaber 7e (pen.) · Amin 45e | (2 - 1) | 28e Chaouch | Spectateurs : 76 322 Arbitrage : Philip Don | Spectateurs : 76 322 Arbitrage : Philip Don |
| 12:35 · Historique des rencontres | Rapport                       |         |             | Spectateurs : 76 322 Arbitrage : Philip Don | Spectateurs : 76 322 Arbitrage : Philip Don |

| 25 juin 1994                      | Belgique   | 1 - 0   | Pays-Bas | Citrus Bowl, Orlando                              |                                                   |
| 12:35 · Historique des rencontres | Albert 65e | (0 - 0) |          | Spectateurs : 62 387 Arbitrage : Renato Marsiglia | Spectateurs : 62 387 Arbitrage : Renato Marsiglia |
| 12:35 · Historique des rencontres | Rapport    |         |          | Spectateurs : 62 387 Arbitrage : Renato Marsiglia | Spectateurs : 62 387 Arbitrage : Renato Marsiglia |

3e journée
| 29 juin 1994                      | Belgique | 0 - 1   | Arabie saoudite | RFK Stadium, Washington                       |                                               |
| 12:35 · Historique des rencontres |          | (0 - 1) | 5e Al-Owairan   | Spectateurs : 52 959 Arbitrage : Hellmut Krug | Spectateurs : 52 959 Arbitrage : Hellmut Krug |
| 12:35 · Historique des rencontres | Rapport  |         |                 | Spectateurs : 52 959 Arbitrage : Hellmut Krug | Spectateurs : 52 959 Arbitrage : Hellmut Krug |

| 29 juin 1994                      | Maroc     | 1 - 2   | Pays-Bas               | Citrus Bowl, Orlando                                    |                                                         |
| 12:35 · Historique des rencontres | Nader 47e | (0 - 1) | 43e Bergkamp · 77e Roy | Spectateurs : 60 578 Arbitrage : Alberto Tejada Noriega | Spectateurs : 60 578 Arbitrage : Alberto Tejada Noriega |
| 12:35 · Historique des rencontres | Rapport   |         |                        | Spectateurs : 60 578 Arbitrage : Alberto Tejada Noriega | Spectateurs : 60 578 Arbitrage : Alberto Tejada Noriega |

### Désignation des meilleurs troisièmes

#### Classement
Les quatre meilleures équipes classées troisième de leur poule sont repêchées pour compléter le tableau des huitièmes de finale. Pour les désigner, un classement est effectué en comparant les résultats de chacune des six équipes concernées :
| Classement des troisièmes de groupe |              |     |   |   |   |   |    |    |      |
|                                     | Équipe       | Pts | J | G | N | P | BP | BC | Diff |
| 1                                   | Argentine    | 6   | 3 | 2 | 0 | 1 | 6  | 3  | +3   |
| 2                                   | Belgique     | 6   | 3 | 2 | 0 | 1 | 2  | 1  | +1   |
| 3                                   | États-Unis   | 4   | 3 | 1 | 1 | 1 | 3  | 3  | 0    |
| 4                                   | Italie       | 4   | 3 | 1 | 1 | 1 | 2  | 2  | 0    |
| 5                                   | Russie       | 3   | 3 | 1 | 0 | 2 | 7  | 6  | +1   |
| 6                                   | Corée du Sud | 2   | 3 | 0 | 2 | 1 | 4  | 5  | -1   |

L'Argentine, la Belgique, les États-Unis et l'Italie se qualifient pour les huitièmes de finale.

#### Appariements en huitièmes de finale
Puisque quatre des six groupes placent une troisième équipe dans le tableau final, les différentes combinaisons formées par les groupes de provenance des équipes qualifiées servent à les répartir contre les premiers des groupes A, B, C et D (voir tableau final ci-dessus), comme suit :
| Groupes d'origine des meilleurs 3e | Groupes d'origine des meilleurs 3e | Groupes d'origine des meilleurs 3e | Groupes d'origine des meilleurs 3e | Groupes d'origine des meilleurs 3e | Groupes d'origine des meilleurs 3e | Adversaires de    | Adversaires de    | Adversaires de  | Adversaires de |
| Groupes d'origine des meilleurs 3e | Groupes d'origine des meilleurs 3e | Groupes d'origine des meilleurs 3e | Groupes d'origine des meilleurs 3e | Groupes d'origine des meilleurs 3e | Groupes d'origine des meilleurs 3e | [1A] Roumanie     | [1B] Brésil       | [1C] Allemagne  | [1D] Nigeria   |
| ---------------------------------- | ---------------------------------- | ---------------------------------- | ---------------------------------- | ---------------------------------- | ---------------------------------- | ----------------- | ----------------- | --------------- | -------------- |
| A                                  | B                                  | C                                  | D                                  |                                    |                                    | [3C] Corée du Sud | [3D] Argentine    | [3A] États-Unis | [3B] Russie    |
| A                                  | B                                  | C                                  |                                    | E                                  |                                    | [3C] Corée du Sud | [3A] États-Unis   | [3B] Russie     | [3E] Italie    |
| A                                  | B                                  | C                                  |                                    |                                    | F                                  | [3C] Corée du Sud | [3A] États-Unis   | [3B] Russie     | [3F] Belgique  |
| A                                  | B                                  |                                    | D                                  | E                                  |                                    | [3D] Argentine    | [3A] États-Unis   | [3B] Russie     | [3E] Italie    |
| A                                  | B                                  |                                    | D                                  |                                    | F                                  | [3D] Argentine    | [3A] États-Unis   | [3B] Russie     | [3F] Belgique  |
| A                                  | B                                  |                                    |                                    | E                                  | F                                  | [3E] Italie       | [3A] États-Unis   | [3B] Russie     | [3F] Belgique  |
| A                                  |                                    | C                                  | D                                  | E                                  |                                    | [3C] Corée du Sud | [3D] Argentine    | [3A] États-Unis | [3E] Italie    |
| A                                  |                                    | C                                  | D                                  |                                    | F                                  | [3C] Corée du Sud | [3D] Argentine    | [3A] États-Unis | [3F] Belgique  |
| A                                  |                                    | C                                  |                                    | E                                  | F                                  | [3C] Corée du Sud | [3A] États-Unis   | [3F] Belgique   | [3E] Italie    |
| A                                  |                                    |                                    | D                                  | E                                  | F                                  | [3D] Argentine    | [3A] États-Unis   | [3F] Belgique   | [3E] Italie    |
|                                    | B                                  | C                                  | D                                  | E                                  |                                    | [3C] Corée du Sud | [3D] Argentine    | [3B] Russie     | [3E] Italie    |
|                                    | B                                  | C                                  | D                                  |                                    | F                                  | [3C] Corée du Sud | [3D] Argentine    | [3B] Russie     | [3F] Belgique  |
|                                    | B                                  | C                                  |                                    | E                                  | F                                  | [3E] Italie       | [3C] Corée du Sud | [3B] Russie     | [3F] Belgique  |
|                                    | B                                  |                                    | D                                  | E                                  | F                                  | [3E] Italie       | [3D] Argentine    | [3B] Russie     | [3F] Belgique  |
|                                    |                                    | C                                  | D                                  | E                                  | F                                  | [3C] Corée du Sud | [3D] Argentine    | [3F] Belgique   | [3E] Italie    |

- Combinaison réalisée

## Tableau final
|  | Huitièmes de finale    | Huitièmes de finale     |           |                        | Quarts de finale       | Quarts de finale      |   |  | Demi-finales          | Demi-finales          |  |  | Finale                | Finale                |
|  | Huitièmes de finale    | Huitièmes de finale     |           |                        | Quarts de finale       | Quarts de finale      |   |  | Demi-finales          | Demi-finales          |  |  | Finale                | Finale                |
|  |                        |                         |           |                        |                        |                       |   |  |                       |                       |  |  |                       |                       |
|  | 3 Juillet / Pasadena   | 3 Juillet / Pasadena    |           |                        | 10 Juillet / Stanford  | 10 Juillet / Stanford |   |  | 13 Juillet / Pasadena | 13 Juillet / Pasadena |  |  | 17 Juillet / Pasadena | 17 Juillet / Pasadena |
|  | 3 Juillet / Pasadena   | 3 Juillet / Pasadena    |           |                        | 10 Juillet / Stanford  | 10 Juillet / Stanford |   |  | 13 Juillet / Pasadena | 13 Juillet / Pasadena |  |  | 17 Juillet / Pasadena | 17 Juillet / Pasadena |
|  | Roumanie               | 3                       |           |                        | 10 Juillet / Stanford  | 10 Juillet / Stanford |   |  | 13 Juillet / Pasadena | 13 Juillet / Pasadena |  |  | 17 Juillet / Pasadena | 17 Juillet / Pasadena |
|  | Roumanie               | 3                       |           |                        | 10 Juillet / Stanford  | 10 Juillet / Stanford |   |  | 13 Juillet / Pasadena | 13 Juillet / Pasadena |  |  | 17 Juillet / Pasadena | 17 Juillet / Pasadena |
|  | Argentine              | 2                       |           |                        | 10 Juillet / Stanford  | 10 Juillet / Stanford |   |  | 13 Juillet / Pasadena | 13 Juillet / Pasadena |  |  | 17 Juillet / Pasadena | 17 Juillet / Pasadena |
|  | Argentine              | 2                       | Roumanie  | 2ap (4)                |                        |                       |   |  | 13 Juillet / Pasadena | 13 Juillet / Pasadena |  |  | 17 Juillet / Pasadena | 17 Juillet / Pasadena |
|  | 3 Juillet / Dallas     |                         | Roumanie  | 2ap (4)                |                        |                       |   |  | 13 Juillet / Pasadena | 13 Juillet / Pasadena |  |  | 17 Juillet / Pasadena | 17 Juillet / Pasadena |
|  |                        | Suède                   | 2 tab(5)  |                        |                        |                       |   |  | 13 Juillet / Pasadena | 13 Juillet / Pasadena |  |  | 17 Juillet / Pasadena | 17 Juillet / Pasadena |
|  | Suède                  | Suède                   | 2 tab(5)  | 3                      |                        |                       |   |  | 13 Juillet / Pasadena | 13 Juillet / Pasadena |  |  | 17 Juillet / Pasadena | 17 Juillet / Pasadena |
|  | Suède                  | 9 Juillet / Dallas      |           | 3                      |                        |                       |   |  | 13 Juillet / Pasadena | 13 Juillet / Pasadena |  |  | 17 Juillet / Pasadena | 17 Juillet / Pasadena |
|  | Arabie saoudite        | 1                       |           |                        |                        |                       |   |  | 13 Juillet / Pasadena | 13 Juillet / Pasadena |  |  | 17 Juillet / Pasadena | 17 Juillet / Pasadena |
|  | Arabie saoudite        | 1                       | Suède     | 0                      |                        |                       |   |  |                       |                       |  |  | 17 Juillet / Pasadena | 17 Juillet / Pasadena |
|  | 4 Juillet / Stanford   |                         | Suède     | 0                      |                        |                       |   |  |                       |                       |  |  | 17 Juillet / Pasadena | 17 Juillet / Pasadena |
|  |                        | Brésil                  | 1         |                        |                        |                       |   |  |                       |                       |  |  | 17 Juillet / Pasadena | 17 Juillet / Pasadena |
|  | Brésil                 | Brésil                  | 1         | 1                      |                        |                       |   |  |                       |                       |  |  | 17 Juillet / Pasadena | 17 Juillet / Pasadena |
|  | Brésil                 | 13 Juillet / New Jersey |           | 1                      |                        |                       |   |  |                       |                       |  |  | 17 Juillet / Pasadena | 17 Juillet / Pasadena |
|  | États-Unis             | 0                       |           |                        |                        |                       |   |  |                       |                       |  |  | 17 Juillet / Pasadena | 17 Juillet / Pasadena |
|  | États-Unis             | 0                       | Brésil    | 3                      |                        |                       |   |  |                       |                       |  |  | 17 Juillet / Pasadena | 17 Juillet / Pasadena |
|  | 4 Juillet / Orlando    |                         | Brésil    | 3                      |                        |                       |   |  |                       |                       |  |  | 17 Juillet / Pasadena | 17 Juillet / Pasadena |
|  |                        | Pays-Bas                | 2         |                        |                        |                       |   |  |                       |                       |  |  | 17 Juillet / Pasadena | 17 Juillet / Pasadena |
|  | Pays-Bas               | Pays-Bas                | 2         | 2                      |                        |                       |   |  |                       |                       |  |  | 17 Juillet / Pasadena | 17 Juillet / Pasadena |
|  | Pays-Bas               | 10 Juillet / New Jersey |           | 2                      |                        |                       |   |  |                       |                       |  |  | 17 Juillet / Pasadena | 17 Juillet / Pasadena |
|  | République d'Irlande   | 0                       |           |                        |                        |                       |   |  |                       |                       |  |  | 17 Juillet / Pasadena | 17 Juillet / Pasadena |
|  | République d'Irlande   | 0                       | Brésil    | 0ap (3)                |                        |                       |   |  |                       |                       |  |  |                       |                       |
|  | 2 Juillet / Chicago    |                         | Brésil    | 0ap (3)                |                        |                       |   |  |                       |                       |  |  |                       |                       |
|  |                        | Italie                  | 0 tab(2)  |                        |                        |                       |   |  |                       |                       |  |  |                       |                       |
|  | Allemagne              | Italie                  | 0 tab(2)  | 3                      |                        |                       |   |  |                       |                       |  |  |                       |                       |
|  | Allemagne              |                         |           | 3                      |                        |                       |   |  |                       |                       |  |  |                       |                       |
|  | Belgique               | 2                       |           |                        |                        |                       |   |  |                       |                       |  |  |                       |                       |
|  | Belgique               | 2                       | Allemagne | 1                      |                        |                       |   |  |                       |                       |  |  |                       |                       |
|  | 5 Juillet / New Jersey |                         | Allemagne | 1                      |                        |                       |   |  |                       |                       |  |  |                       |                       |
|  |                        | Bulgarie                | 2         |                        |                        |                       |   |  |                       |                       |  |  |                       |                       |
|  | Bulgarie               | Bulgarie                | 2         | 1ap (3)                |                        |                       |   |  |                       |                       |  |  |                       |                       |
|  | Bulgarie               | 9 Juillet / Foxborough  |           | 1ap (3)                |                        |                       |   |  |                       |                       |  |  |                       |                       |
|  | Mexique                | 1 tab(1)                |           |                        |                        |                       |   |  |                       |                       |  |  |                       |                       |
|  | Mexique                | 1 tab(1)                | Bulgarie  | 1                      |                        |                       |   |  |                       |                       |  |  |                       |                       |
|  | 5 Juillet / Foxborough |                         | Bulgarie  | 1                      |                        |                       |   |  |                       |                       |  |  |                       |                       |
|  |                        | Italie                  | 2         |                        |                        |                       |   |  |                       |                       |  |  |                       |                       |
|  | Italie                 | Italie                  | 2         | 2 ap                   |                        |                       |   |  |                       |                       |  |  |                       |                       |
|  | Italie                 |                         |           | 2 ap                   |                        |                       |   |  |                       |                       |  |  |                       |                       |
|  | Nigeria                | 1                       |           | Match pour la 3e place | Match pour la 3e place |                       |   |  |                       |                       |  |  |                       |                       |
|  | Nigeria                | 1                       | Italie    | Match pour la 3e place | Match pour la 3e place | 2                     |   |  |                       |                       |  |  |                       |                       |
|  | 2 Juillet / Washington | 2 Juillet / Washington  | Italie    | 16 Juillet / Pasadena  | 16 Juillet / Pasadena  | 2                     |   |  |                       |                       |  |  |                       |                       |
|  | 2 Juillet / Washington | 2 Juillet / Washington  |           | 16 Juillet / Pasadena  | 16 Juillet / Pasadena  | Espagne               | 1 |  |                       |                       |  |  |                       |                       |
|  | Espagne                | 3                       | Suède     | 4                      |                        | Espagne               | 1 |  |                       |                       |  |  |                       |                       |
|  | Espagne                | 3                       | Suède     | 4                      |                        |                       |   |  |                       |                       |  |  |                       |                       |
|  | Suisse                 | 0                       |           | Bulgarie               | 0                      |                       |   |  |                       |                       |  |  |                       |                       |
|  | Suisse                 | 0                       |           | Bulgarie               | 0                      |                       |   |  |                       |                       |  |  |                       |                       |

### Huitièmes de finale
L'Allemagne ouvre rapidement le score par Völler à la 6e minute, la Belgique égalise deux minutes plus tard par Grün, et très vite l'Allemagne reprend l'avantage par Klinsmann. Avec trois buts marqués en l'espace de cinq minutes, le match est lancé. Rudi Völler signe un doublé à la 40e minute pour le troisième but de l'Allemagne qui prend déjà une option à la mi-temps pour la qualification. La Belgique parvient à réduire le score à la dernière minute du match, mais l'Allemagne l'emporte logiquement 3 à 2 et accède au stade des quarts de finale pour la onzième fois consécutive. Cependant l'arbitrage n'a pas été exempt de reproche, notamment sur une action de jeu à la 70e minute, alors que l'Allemagne menait 3-1 : un penalty n'a pas été sifflé pour la Belgique lorsque l'attaquant belge Josip Weber, seul dans la surface allemande, se vit taclé par derrière. L'arbitre suisse Kurt Röthlisberger, qui avant ce match faisait partie des favoris pour superviser la finale, fut renvoyé à la maison.
| 2 juillet 1994                    | Allemagne                     | 3 - 2   | Belgique             | Soldier Field, Chicago                              |                                                     |
| 12:00 · Historique des rencontres | Völler 6e 40e · Klinsmann 11e | (3 - 1) | 8e Grün · 90e Albert | Spectateurs : 60 246 Arbitrage : Kurt Röthlisberger | Spectateurs : 60 246 Arbitrage : Kurt Röthlisberger |
| 12:00 · Historique des rencontres | Rapport                       |         |                      | Spectateurs : 60 246 Arbitrage : Kurt Röthlisberger | Spectateurs : 60 246 Arbitrage : Kurt Röthlisberger |

La vivacité des attaquants espagnols met à mal la défense suisse. L'Espagne s'impose nettement 3 buts à 0 et se qualifie pour les quarts de finale. À noter que près d'une heure sépare le premier but du second.
| 2 juillet 1994                    | Espagne                                                | 3 - 0   | Suisse | RFK Stadium, Washington                             |                                                     |
| 16:30 · Historique des rencontres | Hierro 15e · Luis Enrique 74e · Begiristain 86e (pen.) | (1 - 0) |        | Spectateurs : 53 121 Arbitrage : Mario van der Ende | Spectateurs : 53 121 Arbitrage : Mario van der Ende |
| 16:30 · Historique des rencontres | Rapport                                                |         |        | Spectateurs : 53 121 Arbitrage : Mario van der Ende | Spectateurs : 53 121 Arbitrage : Mario van der Ende |

L'épopée saoudienne prend fin avec cette défaite 3-1 contre la Suède. Kennet Andersson, star de cette sélection, réalise lui aussi un doublé.
| 3 juillet 1994 | Arabie saoudite  | 1 - 3   | Suède                         | Cotton Bowl, Dallas                               |                                                   |
| 12:05          | Al-Ghesheyan 85e | (0 - 1) | 6e Dahlin · 51e 88e Andersson | Spectateurs : 60 277 Arbitrage : Renato Marsiglia | Spectateurs : 60 277 Arbitrage : Renato Marsiglia |
| 12:05          | Rapport          |         |                               | Spectateurs : 60 277 Arbitrage : Renato Marsiglia | Spectateurs : 60 277 Arbitrage : Renato Marsiglia |

Le huitième de finale le plus spectaculaire de cette Coupe du monde reste celui opposant la Roumanie à l'Argentine, où le finaliste sortant argentin est défait. C'est le deuxième match sans Maradona, exclu du mondial deux matchs plus tôt à la suite d'une affaire de dopage fondée. Trois des cinq buts du match furent inscrits en 7 minutes, pendant les 20 premières minutes de la partie.
| 3 juillet 1994 | Roumanie                      | 3 - 2   | Argentine                        | Rose Bowl, Pasadena                                 |                                                     |
| 13:35          | Dumitrescu 11e 18e · Hagi 58e | (2 - 1) | 16e (pen.) Batistuta · 75e Balbo | Spectateurs : 90 469 Arbitrage : Pierluigi Pairetto | Spectateurs : 90 469 Arbitrage : Pierluigi Pairetto |
| 13:35          | Rapport                       |         |                                  | Spectateurs : 90 469 Arbitrage : Pierluigi Pairetto | Spectateurs : 90 469 Arbitrage : Pierluigi Pairetto |

L'Irlande ne rééditera pas sa performance de la précédente Coupe du monde. Les Pays-Bas gagnent ce match 2-0 et se qualifient pour les quarts de finale.
| 4 juillet 1994                    | Pays-Bas                | 2 - 0   | République d'Irlande | Citrus Bowl, Orlando                             |                                                  |
| 12:05 · Historique des rencontres | Bergkamp 11e · Jonk 41e | (2 - 0) |                      | Spectateurs : 61 355 Arbitrage : Peter Mikkelsen | Spectateurs : 61 355 Arbitrage : Peter Mikkelsen |
| 12:05 · Historique des rencontres | Rapport                 |         |                      | Spectateurs : 61 355 Arbitrage : Peter Mikkelsen | Spectateurs : 61 355 Arbitrage : Peter Mikkelsen |

Le Brésil, grâce à Bebeto, l'emporte sur le plus petit des scores face au pays hôte, qui est éliminé avec les honneurs au stade des huitièmes de finale.
| 4 juillet 1994                    | Brésil     | 1 - 0   | États-Unis | Stanford Stadium, Palo Alto                   |                                               |
| 12:35 · Historique des rencontres | Bebeto 72e | (0 - 0) |            | Spectateurs : 84 147 Arbitrage : Joël Quiniou | Spectateurs : 84 147 Arbitrage : Joël Quiniou |
| 12:35 · Historique des rencontres | Rapport    |         |            | Spectateurs : 84 147 Arbitrage : Joël Quiniou | Spectateurs : 84 147 Arbitrage : Joël Quiniou |

L'Italie passe tout près de l'élimination contre une bonne équipe du Nigeria. Le Nigeria ouvre le score à la 25e minute et semble tenir le match en main lorsque l'Italie se retrouve en infériorité numérique à la 76e minute à la suite de l'expulsion sévère de Zola. Pourtant les Italiens ne se découragent pas et à deux minutes de la fin Baggio parvient à égaliser. Durant la prolongation, le match bascule en faveur des Italiens revenus de loin grâce à ce même Baggio qui marque sur pénalty, alors que deux minutes plus tard le Nigeria manque d'égaliser. L'Italie l'emporte difficilement 2-1 et se qualifie pour les quarts de finale.
| 5 juillet 1994 | Nigeria     | 1 - 2 a. p.           | Italie                    | Foxboro Stadium, Foxborough                           |                                                       |
| 13:05          | Amunike 25e | (1 - 0, 1 - 1, 1 - 1) | 88e 100e (pen.) R. Baggio | Spectateurs : 54 367 Arbitrage : Arturo Brizio Carter | Spectateurs : 54 367 Arbitrage : Arturo Brizio Carter |
| 13:05          | Rapport     |                       |                           | Spectateurs : 54 367 Arbitrage : Arturo Brizio Carter | Spectateurs : 54 367 Arbitrage : Arturo Brizio Carter |

Le Mexique, quart de finaliste en 1970 et en 1986, mais qui n'a jamais réussi à franchir le cap des huitièmes de finale hors de ses terres est à nouveau éliminé à ce stade, cette-fois par la surprenante Bulgarie 1-3 aux tirs au but, à l'issue d'un match nul 1-1 après prolongation.
| 5 juillet 1994 | Mexique                                   | 1 - 1 a. p.           | Bulgarie                                   | Giants Stadium, East Rutherford                  |                                                  |
| 16:35          | García Aspe 18e (pen.)                    | (1 - 1, 1 - 1, 1 - 1) | 6e Stoitchkov                              | Spectateurs : 71 030 Arbitrage : Jamal Al Sharif | Spectateurs : 71 030 Arbitrage : Jamal Al Sharif |
| 16:35          | Rapport                                   |                       |                                            | Spectateurs : 71 030 Arbitrage : Jamal Al Sharif | Spectateurs : 71 030 Arbitrage : Jamal Al Sharif |
| 16:35          | García Aspe · Bernal · Rodríguez · Suárez | Tirs au but 1 - 3     | Balakov · Guentchev · Borimirov · Letchkov | Spectateurs : 71 030 Arbitrage : Jamal Al Sharif | Spectateurs : 71 030 Arbitrage : Jamal Al Sharif |

### Quarts de finale
L'Italie monte en puissance et bat l'Espagne par 2 buts à 1. Ce sont les deux Baggio, Dino et Roberto, qui marquent les buts italiens.
| 9 juillet 1994                    | Italie                      | 2 - 1   | Espagne      | Foxboro Stadium, Foxborough                  |                                              |
| 12:05 · Historique des rencontres | D.Baggio 25e · R.Baggio 87e | (1 - 0) | 58e Caminero | Spectateurs : 53 400 Arbitrage : Sándor Puhl | Spectateurs : 53 400 Arbitrage : Sándor Puhl |
| 12:05 · Historique des rencontres | Rapport                     |         |              | Spectateurs : 53 400 Arbitrage : Sándor Puhl | Spectateurs : 53 400 Arbitrage : Sándor Puhl |

Le Brésil défait les Pays-Bas par 3 buts à 2  au terme d'un match spectaculaire et une seconde mi-temps prolifique.
| 9 juillet 1994                    | Pays-Bas                  | 2 - 3   | Brésil                                | Cotton Bowl, Dallas                              |                                                  |
| 14:35 · Historique des rencontres | Bergkamp 64e · Winter 76e | (0 - 0) | 53e Romário · 63e Bebeto · 81e Branco | Spectateurs : 63 500 Arbitrage : Rodrigo Badilla | Spectateurs : 63 500 Arbitrage : Rodrigo Badilla |
| 14:35 · Historique des rencontres | Rapport                   |         |                                       | Spectateurs : 63 500 Arbitrage : Rodrigo Badilla | Spectateurs : 63 500 Arbitrage : Rodrigo Badilla |

Les champions sortants allemands sont défaits par les Bulgares, qui créent la grosse surprise de ces quarts de finale, continuant leur route menant en demi-finale dans cette Coupe du monde avec une troisième victoire alors qu'ils n'avaient précédemment jamais remporté le moindre match en cinq phases finales.
| 10 juillet 1994                   | Bulgarie                      | 2 - 1   | Allemagne           | Giants Stadium, East Rutherford                     |                                                     |
| 12:05 · Historique des rencontres | Stoitchkov 75e · Letchkov 78e | (0 - 0) | 47e (pen.) Matthäus | Spectateurs : 72 000 Arbitrage : José Torres Cadena | Spectateurs : 72 000 Arbitrage : José Torres Cadena |
| 12:05 · Historique des rencontres | Rapport                       |         |                     | Spectateurs : 72 000 Arbitrage : José Torres Cadena | Spectateurs : 72 000 Arbitrage : José Torres Cadena |

L'incroyable épopée roumaine s'arrête aux tirs au but devant la Suède, après un match nul 2-2, les Suédois se qualifient pour les demi-finales par 5 tirs au but à 4.
| 10 juillet 1994                   | Roumanie                                                        | 2 - 2 a. p.           | Suède                                                       | Stanford Stadium, Stanford                  |                                             |
| 12:35 · Historique des rencontres | Răducioiu 88e 101e                                              | (0 - 0, 1 - 1, 2 - 1) | 78e Brolin · 115e Andersson                                 | Spectateurs : 83 500 Arbitrage : Philip Don | Spectateurs : 83 500 Arbitrage : Philip Don |
| 12:35 · Historique des rencontres | Rapport                                                         |                       |                                                             | Spectateurs : 83 500 Arbitrage : Philip Don | Spectateurs : 83 500 Arbitrage : Philip Don |
| 12:35 · Historique des rencontres | Răducioiu · Hagi · Lupescu · Petrescu · Dumitrescu · Belodedici | Tirs au but 4 - 5     | Mild · K. Andersson · Brolin · Ingesson · Nilsson · Larsson | Spectateurs : 83 500 Arbitrage : Philip Don | Spectateurs : 83 500 Arbitrage : Philip Don |

### Demi-finales
L'Italie moribonde du premier tour réussit le pari de s'inviter pour la finale, une fois n'est pas coutume, grâce à deux buts de Roberto Baggio. La Bulgarie, qualifiée de dernière minute contre la France en phase éliminatoire, ne réalisera pas l'exploit d'atteindre la finale, mais en rivalisant avec les meilleurs elle réussit son mondial au delà de ses espérances. Plus expérimentée, supérieure techniquement et tactiquement, l'Italie se qualifie logiquement pour la finale.
Dans l'autre demi-finale, le Brésil bat la Suède qu'il avait déjà rencontré au premier tour lors d'un match à la physionomie très équilibrée qui s'était alors soldé par un nul 1-1. Cette fois-ci, les Auriverde parviennent à s'imposer 1 à 0 en dominant leurs adversaires la quasi-intégralité de la rencontre. Fatigués de leur éprouvant quart de finale face aux Roumains, et de surcroît handicapés par l'expulsion sévère et controversée, à la 63e minute de leur meneur de jeu Jonas Thern, joueur clef et stratège de l'équipe, les Suédois réduits à dix finissent par céder face à la force collective des Brésiliens en encaissant un but de Romário à la 80e minute de jeu. Jusque-là la Suède devait sa survie dans ce match aux arrêts de son gardien Thomas Ravelli et à la maladresse des attaquants brésiliens dans le dernier geste. Menés au score, les Suédois épuisés sont alors incapables de refaire leur retard.
| 13 juillet 1994                   | Bulgarie              | 1 - 2   | Italie         | Giants Stadium, East Rutherford               |                                               |
| 16:05 · Historique des rencontres | Stoitchkov 44e (pen.) | (1 - 2) | 20e 25e Baggio | Spectateurs : 74 110 Arbitrage : Joël Quiniou | Spectateurs : 74 110 Arbitrage : Joël Quiniou |
| 16:05 · Historique des rencontres | Rapport               |         |                | Spectateurs : 74 110 Arbitrage : Joël Quiniou | Spectateurs : 74 110 Arbitrage : Joël Quiniou |

| 13 juillet 1994                   | Suède   | 0 - 1   | Brésil      | Rose Bowl, Pasadena                                 |                                                     |
| 16:35 · Historique des rencontres |         | (0 - 0) | 80e Romário | Spectateurs : 91 856 Arbitrage : José Torres Cadena | Spectateurs : 91 856 Arbitrage : José Torres Cadena |
| 16:35 · Historique des rencontres | Rapport |         |             | Spectateurs : 91 856 Arbitrage : José Torres Cadena | Spectateurs : 91 856 Arbitrage : José Torres Cadena |

### Match pour la troisième place
La petite finale opposant les deux équipes qui s'étaient qualifiées dans le groupe de la France en phase éliminatoire promet d'être débridée. La Suède fait exploser la Bulgarie, qui paraissait plus démobilisée, en passant quatre buts en 40 minutes de jeu.
La troisième place de la Suède couronne le jeu offensif produit par cette équipe tout au long de cette coupe du monde et confirme sa bonne performance à l'Euro 1992. La Suède, bien que non favorite au début de la compétition s'est imposée au fil des matches comme un outsider sérieux, en faisant notamment jeu égal face au Brésil durant leurs deux confrontations.
La Bulgarie finit à la quatrième place, ce qui est sans doute la plus grosse surprise de ce mondial. Après un tour préliminaire très difficile dans le groupe 6 de la zone UEFA, « miraculeusement » qualifiée à la dernière minute du dernier match contre la France, la Bulgarie n'était pas attendue à ce niveau de la compétition.
| 16 juillet 1994                   | Suède                                                 | 4 - 0   | Bulgarie | Rose Bowl, Pasadena                          |                                              |
| 12:35 · Historique des rencontres | Brolin 8e · Mild 30e · Larsson 37e · K. Andersson 40e | (4 - 0) |          | Spectateurs : 91 500 Arbitrage : Ali Bujsaim | Spectateurs : 91 500 Arbitrage : Ali Bujsaim |
| 12:35 · Historique des rencontres | Rapport                                               |         |          | Spectateurs : 91 500 Arbitrage : Ali Bujsaim | Spectateurs : 91 500 Arbitrage : Ali Bujsaim |

### Finale
C'est la deuxième finale qui n'est pas inédite en Coupe du monde. En effet, le Brésil avait battu l'Italie en finale en 1970, date de la dernière présence brésilienne en finale. C'est la première finale où aucune équipe ne marque, ni dans le temps réglementaire, ni en prolongation. C'est la première finale qui se termine sur un match nul. Enfin, le match n'étant pas rejoué, c'est la première fois que le titre est attribué à l'issue d'une séance de tirs au but. La tentative manquée de Roberto Baggio, brillant lors des précédents matchs de l'Italie, sacra le Brésil pour la première fois depuis 24 ans.
Sitôt le titre remporté, Dunga et ses partenaires se rassemblent au milieu du terrain derrière une banderole où est écrit « SENNA… ACELERAMOS JUNTOS, O TETRA É NOSSO! » ce qui signifie « Senna, nous accélérons ensemble, le quatrième est à nous ! », puisque le pilote de Formule 1 visait un quatrième titre de champion du monde avant son accident mortel.
| Finale                                                | Brésil                                   | 0 - 0 a. p.           | Italie                                           | Rose Bowl, Pasadena                          |                                              |
| 17 juillet 1994 · 12 h 30 · Historique des rencontres |                                          | (0 - 0, 0 - 0, 0 - 0) |                                                  | Spectateurs : 94 194 Arbitrage : Sándor Puhl | Spectateurs : 94 194 Arbitrage : Sándor Puhl |
| 17 juillet 1994 · 12 h 30 · Historique des rencontres | Mazinho 4e · Cafu 87e                    | Rapport               | 41e Apolloni · 42e Albertini ·                   | Spectateurs : 94 194 Arbitrage : Sándor Puhl | Spectateurs : 94 194 Arbitrage : Sándor Puhl |
| 17 juillet 1994 · 12 h 30 · Historique des rencontres | Márcio Santos · Romário · Branco · Dunga | Tirs au but 3 - 2     | Baresi · Albertini · Evani · Massaro · R. Baggio | Spectateurs : 94 194 Arbitrage : Sándor Puhl | Spectateurs : 94 194 Arbitrage : Sándor Puhl |

| Brésil | Italie |

| BRÉSIL :                |    |                  |     |      |
|                         |    |                  |     |      |
| Gardien de but          | 01 | Cláudio Taffarel |     |      |
|                         | 02 | Jorginho         |     | 21e  |
|                         | 13 | Aldair           |     |      |
|                         | 15 | Márcio Santos    |     |      |
|                         | 06 | Branco           |     |      |
|                         | 08 | Dunga            |     |      |
|                         | 05 | Mauro Silva      |     |      |
|                         | 09 | Zinho            |     | 106e |
|                         | 17 | Mazinho          | 4e  |      |
|                         | 07 | Bebeto           |     |      |
|                         | 11 | Romário          |     |      |
| Remplaçants :           |    |                  |     |      |
|                         | 14 | Cafu             | 87e | 21e  |
|                         | 21 | Viola            |     | 106e |
| Sélectionneur :         |    |                  |     |      |
| Carlos Alberto Parreira |    |                  |     |      |

| ITALIE :        |    |                    |     |     |
|                 |    |                    |     |     |
| Gardien de but  | 01 | Gianluca Pagliuca  |     |     |
|                 | 08 | Roberto Mussi      |     | 34e |
|                 | 06 | Franco Baresi      |     |     |
|                 | 05 | Paolo Maldini      |     |     |
|                 | 03 | Antonio Benarrivo  |     |     |
|                 | 13 | Dino Baggio        |     | 95e |
|                 | 14 | Nicola Berti       |     |     |
|                 | 11 | Demetrio Albertini | 42e |     |
|                 | 16 | Roberto Donadoni   |     |     |
|                 | 10 | Roberto Baggio     |     |     |
|                 | 19 | Daniele Massaro    |     |     |
| Remplaçants :   |    |                    |     |     |
|                 | 02 | Luigi Apolloni     | 41e | 34e |
|                 | 17 | Alberigo Evani     |     | 95e |
| Sélectionneur : |    |                    |     |     |
| Arrigo Sacchi   |    |                    |     |     |

| Assistants : Venancio Conception Zarate Davoud Fanaei Quatrième arbitre : Francisco Oscar Lamolina |

## Meilleurs buteurs
6 buts
- Oleg Salenko
- Hristo Stoichkov

5 buts
- Romário
- Roberto Baggio
- Kennet Andersson
- Jürgen Klinsmann

4 buts
- Martin Dahlin
- Florin Răducioiu
- Gabriel Batistuta

## Premières
- L'attaquant russe Oleg Salenko devint le premier joueur à inscrire 5 buts au cours d'un même match de Coupe du monde contre le Cameroun. Lors du même match, Roger Milla devient également le plus vieux joueur à marquer (et à participer) lors d'un mondial, à l'âge de 42 ans.

- L'Italien Gianluca Pagliuca fut le premier gardien de but à être exclu lors d'une phase finale, pour une main en dehors de la surface contre la Norvège.

- Les 11 buts marqués par le Brésil lors des 7 matchs jusqu'à la victoire finale représentaient la plus petite moyenne de buts marqués par un vainqueur (record battu depuis par les 8 buts de l'Espagne en 2010). Le Brésil n'encaissa que 3 buts, record à l'époque qui fut battu par les 2 buts encaissés par la France en 1998, l'Italie en 2006 et l'Espagne en 2010.

- Lors de cette phase finale, différentes couleurs furent utilisées pour les maillots des arbitres, à la place du traditionnel maillot noir. Ceci permettait éventuellement d'éviter de confondre les maillots avec ceux des équipes dont les couleurs se rapprochaient trop. Depuis, cette mode s'est étendue et généralisée au fil des compétitions.

- Ce fut une première pour l'apparition des numéros des joueurs sur le devant de leur maillot[7], et également leur nom dans le dos, afin de faciliter leur reconnaissance par les commentateurs.

- Afin de dévaloriser le match nul et donc de motiver les équipes sur le plan offensif, le système de la victoire à 3 points était mis en place pour la première fois.

- La finale fut la première à se terminer sur un match nul, la première (la seule à ce jour) sans aucun but marqué, ni dans le temps réglementaire, ni au cours de la prolongation, et la première à donner lieu à une séance de tirs au but.

## Dernières
- Ce fut la troisième et dernière fois en Coupe du monde où quatre équipes classées troisièmes de leur groupe au premier tour étaient repêchées en tant que meilleurs troisièmes pour compléter le tableau des huitièmes de finale.

- Ce fut la troisième et dernière Coupe du monde jouée par l'avant-centre camerounais Roger Milla. Son retour constitue un exploit : ce dernier était âgé de 42 ans, ce qui est un âge avancé pour un footballeur de haut niveau. Le président de la république du Cameroun interviendra personnellement pour impulser son retour en sélection. À son arrivée sur le sol californien l'attaquant camerounais sera accueilli par le cinéaste Spike Lee[8].